# 밥이나 한잔해
《밥이나 한잔해》는 매주 목요일 저녁 8시 40분에 방송되었던 예능 프로그램이다.

## 기획의도
퇴근 후 저녁 시간. 혼밥과 혼술이 늘고 진솔한 대화보다는 가볍게 '하트'를 눌러 소통하는 요즘. '귀찮지 않을까?' '내 연락이 너무 갑작스럽지 않을까?' 친구들과의 약속을 잡을 때에도 용기가 필요한 우리들! 친구가 보고 싶을 때 용기 내 말해보자"너 뭐해? 너희 집 근처인데, 나올래? 우리 밥이나 한잔하자!!" 김희선과 MC들이 친구&지인이 사는 동네에 기습 방문, '밥 한잔'하는 '동네친구 번개모임' 개시!! 그리고, 밖에 나와 친구를 만나는 여러분에게 터지는 행 동네친구번개 토크쇼 [밥이나 한잔해]

## 게스트
- 1회 : 김남희, 송은이, 이무진, 은지원, 하하, 조성식, 미미, 립제이
- 2회 : 한선화, 주상욱, 이특, 김호영, 폴킴
- 3회 : 차승원, 나영석, 송윤아, 승관
- 4회 : 홍석천, 찬성, 주현영, 곽범, 츄
- 5회 : 유해진, 진선규, 고수희, 민진웅, 이동용
- 6회 : 김광규, 효연, 류승수, 이정하, 조아람
- 7회 : 이시언, 서정연, 정상훈, 조혜련, 김범
- 8회 : 김동현, 이기우, 이상엽, 황제성, 장혁

## 시청률
| 회차   | 방송일   | 시청률          | 시청률            | 비고 |
| 회차   | 방송일   | 대한민국 (전국) | 대한민국 (수도권) | 비고 |
| ------ | -------- | --------------- | ----------------- | ---- |
| 1      | 5월 16일 | 3.007%          | 3.234%            |      |
| 2      | 5월 23일 | 2.690%          | 3.043%            |      |
| 3      | 5월 30일 | 4.155%          | 4.600%            |      |
| 스페셜 | 6월 6일  | 1.662%          | 1.799%            |      |
| 4      | 6월 13일 | 2.961%          | 3.071%            |      |
| 5      | 6월 20일 | 3.450%          | 3.778%            |      |
| 6      | 6월 27일 | 3.235%          | 3.594%            |      |
| 7      | 7월 4일  | 2.968%          | 3.051%            |      |
| 8      | 7월 11일 | 3.136%          | 3.125%            |      |